# Frogstomp
Frogstomp är det australiensiska rockbandet Silverchairs debutalbum. Skivan släpptes den 27 Mars 1995 i Australien och hade efter bara en och en halv månad sålt guld. Medlemmarna i Silverchair var 15 år gamla när skivan släpptes.

## Låtlista
1. "Israel's Son" - 5:18
2. "Tomorrow" - 4:26
3. "Faultline" - 4:20
4. "Pure Massacre" - 4:59
5. "Shade" - 4:02
6. "Leave Me Out" - 3:03
7. "Suicidal Dream" - 3:13
8. "Madman" - 2:43
9. "Undecided" - 4:37
10. "Cicada" - 5:10
11. "Findaway" - 2:56